# Ricardo van der Velde
Ricardo van der Velde  (né le 19 février 1987 à Rijsbergen) est un coureur cycliste néerlandais.

## Biographie
Son père, Johan, son frère aîné Alain et son oncle Theo ont été ou sont tous des coureurs cyclistes.
Fin 2010, non conservé par l'équipe Garmin-Transitions, il rejoint l'équipe continentale Donckers Koffie-Jelly Belly.

## Palmarès sur route

### Par années
- 2004
  - 1re étape de la Vuelta al Besaya
- 2005
  - 3eb étape de la Vuelta al Besaya
- 2008
  - 4e étape du Tour de l'Avenir
- 2009
  - 1re étape du Tour du Qatar (contre-la-montre par équipes)
- 2011
  - 3e de l'International Cycling Classic

### Classements mondiaux
| Année           | 2007 | 2008 | 2009 | 2010 | 2011 | 2012 |
| --------------- | ---- | ---- | ---- | ---- | ---- | ---- |
| UCI Africa Tour |      |      |      |      |      | 129e |
| UCI Europe Tour | 632e | 496e |      |      |      |      |

## Palmarès en cyclo-cross
- 2002-2003
  -  Champion des Pays-Bas de cyclo-cross cadets
- 2004-2005
  -  Médaillé d'argent au championnat d'Europe de cyclo-cross juniors
  - 2e de la Coupe du monde de cyclo-cross juniors
  - 5e du championnat du monde de cyclo-cross juniors
- 2007-2008
  - 10e du championnat du monde de cyclo-cross espoirs